# 103P/Hartley
La Cometa Hartley 2, formalmente 103P/Hartley, è una piccola cometa periodica del Sistema solare appartenente alla famiglia delle comete gioviane, scoperta nel 1986 da Malcolm Hartley.
La cometa Hartley 2 è stata raggiunta il 4 novembre 2010 dalla missione EPOXI della NASA.

## Caratteristiche
Osservazioni compiute con il telescopio spaziale Spitzer hanno condotto a stimare che il nucleo cometario fosse di 0,57 ± 0,08 km di raggio e manifestasse un basso albedo, pari a 0,028. È stata stimata una massa di ~3 × 1011 kg. Al tasso di perdita di massa attuale, la cometa dovrebbe riuscire a sopravvivere per altre 100 apparizioni (~700 anni), se si escludono eventi catastrofici come la disgregazione del nucleo o la sua suddivisione in frammenti.
Studi precedenti avevano stimato che il nucleo fosse leggermente più grande, di 0,8± 0,1 km di raggio, con una frazione attiva del 1%.
Osservazioni radar condotte con il Radiotelescopio di Arecibo tra il 24 ed il 27 ottobre del 2010 (in corrispondenza del massimo avvicinamento alla Terra della cometa) hanno mostrato un oggetto molto allungato e bilobato. Il nucleo misura più di 2,2 km lungo tale direzione. Non è stata ancora fornita una misura nella direzione trasversale. Inoltre, sono state fornite stime per il periodo di rotazione. Quella più probabile prevede un periodo di 18,1 ± 0,3 ore; in alternativa, anche un periodo di 13,2 ore potrebbe essere in accordo con i dati osservativi, sebbene con una probabilità minore.
Le osservazioni radar hanno permesso inoltre di avere informazioni sulle dimensioni della chioma e dei grani che la compongono: la chioma presenta una sezione trasversale al radar di 0,6 km² (15 volte quella misura per il nucleo, di 0,04 km²); i grani hanno dimensioni centimetriche e sono espulsi con una velocità di circa 4 m/s in direzione opposta rispetto alla Terra (il dato è stato rilevato misurando lo spostamento verso il rosso delle onde radar di ritorno).

## Storia osservativa
La cometa è stata osservata durante tutti i suoi ritorni. Si è rivelata piuttosto stabile nella propria luminosità, salvo che durante l'apparizione del 2004, quando è passata pressoché inosservata. Durante le apparizioni del 1991 e 1997 al suo massimo ha raggiunto l'ottava magnitudine. L'apparizione del 2010 è stata la migliore tra tutte (è stata raggiunta la 5ª magnitudine), grazie al notevole avvicinamento al nostro pianeta che si è verificato nel corso del mese di ottobre, quando la cometa era inoltre prossima al perielio. Hanno inoltre contribuito un esteso periodo di osservazione e l'attenzione dedicatale in previsione del sorvolo della missione EPOXI della NASA.

### Scoperta nel 1986
È stata scoperta il 15 marzo 1986 da Malcolm Hartley utilizzando lo UK Schmidt Telescope situato presso l'Osservatorio di Siding Spring, in Australia, come un oggetto della 17-18ª magnitudine.
Una prima orbita è stata calcolata da D. W. E. Green e successivamente confermata da Brian G. Marsden. La cometa transitò al perielio il 4 giugno seguente, a 0,95 UA dal Sole. Durante tutta l'apparizione si mantenne piuttosto debole e non fu più osservata dopo il 7 giugno.

### Apparizione del 1991
La cometa fu riscoperta il 9 luglio 1991 da T. V. Kryachko come un oggetto della decima magnitudine. Precedenti ricerche condotte sulle previsioni di S. Nakano erano risultate infruttuose. Il massimo avvicinamento alla Terra si verificò a metà agosto, quando comunque la cometa transitò alla considerevole distanza di 0,77 UA dal nostro pianeta. Il perielio fu raggiunto il 10 settembre dello stesso anno, con una distanza dal Sole invariata alla seconda cifra decimale rispetto all'apparizione precedente.
La sua luminosità aumentò nella fase di avvicinamento al Sole, raggiungendo l'ottava magnitudine nei mesi di settembre ed ottobre. Successivamente, iniziò a diminuire così come era aumentata e poi ancora più lentamente. L'ultima osservazione fu ottenuta il 4 maggio 1992.

### Apparizione del 1997
La cometa fu recuperata il 2 maggio 1997 dagli astronomi dell'osservatorio Whipple situato sul monte Hopkins, in Arizona. Durante questa apparizione, furono compiute numerose osservazioni e per un periodo molto esteso. L'ultima osservazione infatti fu ottenuta il 12 aprile 1999.
Il massimo della luminosità fu raggiunto in concomitanza col passaggio al perielio del 22 dicembre. Durante tutto il mese, la cometa si mantenne sull'ottava magnitudine. Il massimo avvicinamento alla Terra fu registrato l'8 gennaio (a 0,8177 UA), quando la luminosità era già in una lenta fase calante. Il 20 gennaio appariva di magnitudine 8,5; nei venti giorni seguenti perse circa un'altra magnitudine ed a marzo appariva come un oggetto dell'undicesima magnitudine. Come detto, l'ultima osservazione avvenne il 12 aprile, quando la cometa appariva di magnitudine 19,2.
Da notare che un incontro ravvicinato con Giove il 19 dicembre 1993 (a 0,3743 UA) aveva determinato una variazione della distanza perielica, aumentata a 1,03 UA.

### Apparizione del 2004
La cometa non fu osservata nella fase di avvicinamento al Sole, né nel periodo subito seguente il transito al perielio, avvenuto il 17 maggio 2004. Le migliori osservazioni risalgono ai seguenti mesi di settembre ed ottobre, quando appariva della 16-17ª magnitudine.
Il 1º marzo 2006, I. Ferrin dell'osservatorio nazionale del Venezuela ottenne un'immagine della cometa, allora distante 5,3 UA dal Sole. Essa presentava una debole chioma ed appariva di magnitudine pari a 20,2.

### Apparizione del 2010

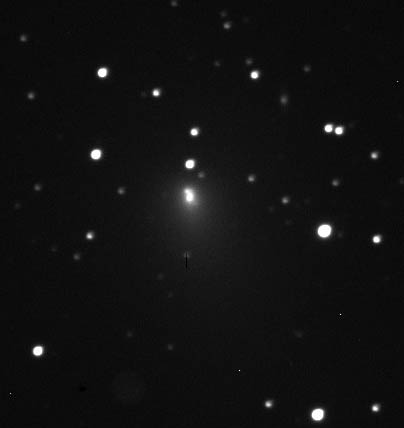
La Cometa Hartley 2 a 1,3 UA dal Sole il 3 settembre 2010.

Complice il previsto sorvolo della sonda Deep Impact, nella ricerca della cometa sono stati impiegati i migliori strumenti disponibili coll'intenzione di caratterizzarne con precisione l'orbita e poter correttamente dirigere la sonda per l'incontro.
Nel 2007, Kazuo Kinoscita e Syuichi Nakano hanno fornito previsioni indipendenti per il recupero della cometa.
Le prime osservazioni risalgono al 5 maggio 2008, quando la cometa fu osservata utilizzando il Very Large Telescope dell'osservatorio del Paranal, in Cile. Il 12 e 13 agosto fu la volta del telescopio spaziale Spitzer, le cui immagini hanno permesso la determinazione delle dimensioni del nucleo.
Nel marzo 2010, la cometa è stata osservata attraverso il telescopio Gemini South in Cile e dal Magdalena Ridge Observatory, nel Nuovo Messico. Entrambi hanno ripetuto le osservazioni il mese seguente insieme all'osservatorio di Mauna Kea, all'osservatorio Chante-Perdrix in Francia e al Southern Astrophysical Research Telescope.
Il 10 maggio la cometa è stata osservata attraverso WISE.

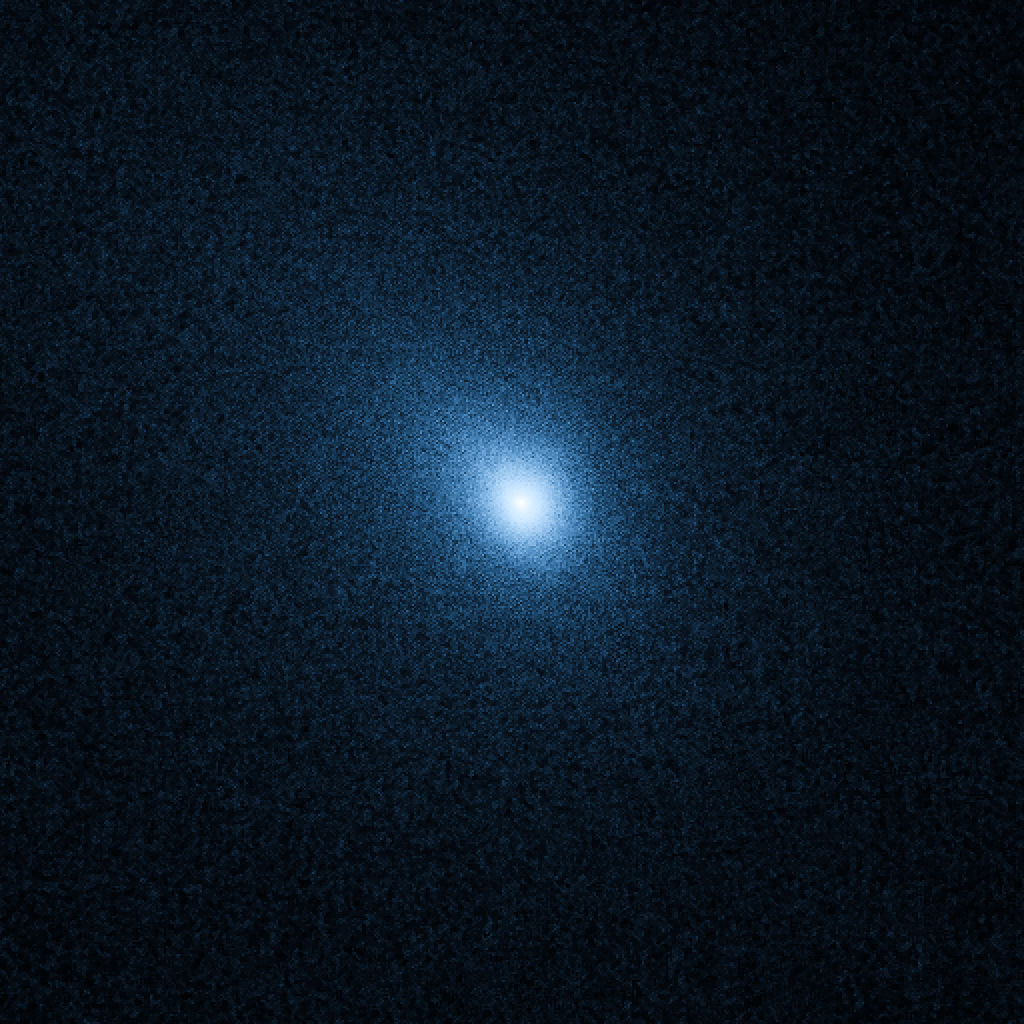
La Cometa Hartley 2 ripresa dal telescopio spaziale Hubble.

L'osservazione visuale è iniziata in agosto, quando la cometa appariva della tredicesima magnitudine (il 6 del mese). Il 31 era prossima all'undicesima magnitudine. A settembre la sua luminosità è ulteriormente aumentata superando i massimi delle apparizioni precedenti. A fine mese, infatti, appariva della settima magnitudine. Il 25 settembre, inoltre, è stata osservata attraverso il telescopio spaziale Hubble.
L'apparizione del 2010 si sta rivelando come particolarmente interessante: la cometa si è trovata a 0,12 UA dalla Terra il 20 ottobre 2010, solo otto giorni prima del perielio (che è stato raggiunto il 28 ottobre). Gli studiosi si aspettano che la cometa possa raggiungere la 5 magnitudine, risultando visibile ad occhio nudo. in un cielo buio. Appare nella costellazione dell'Auriga, in spostamento relativamente rapido verso i Gemelli, e risulta piuttosto semplice da individuare se aiutati da un binocolo.
Il 24 ottobre la cometa è stata fotografata con l'Herschel Space Observatory. È stato così stimato un flusso di circa 230 kg/s di ghiaccio in evaporazione dal nucleo.
Nel periodo compreso tra il 24 ed il 27 ottobre, inoltre, la cometa è stata osservata attraverso il Radiotelescopio di Arecibo. Ciò ha consentito di raccogliere informazioni sulle dimensioni del nucleo e sulla sua attività in previsione dell'incontro con EPOXI.

## Esplorazione

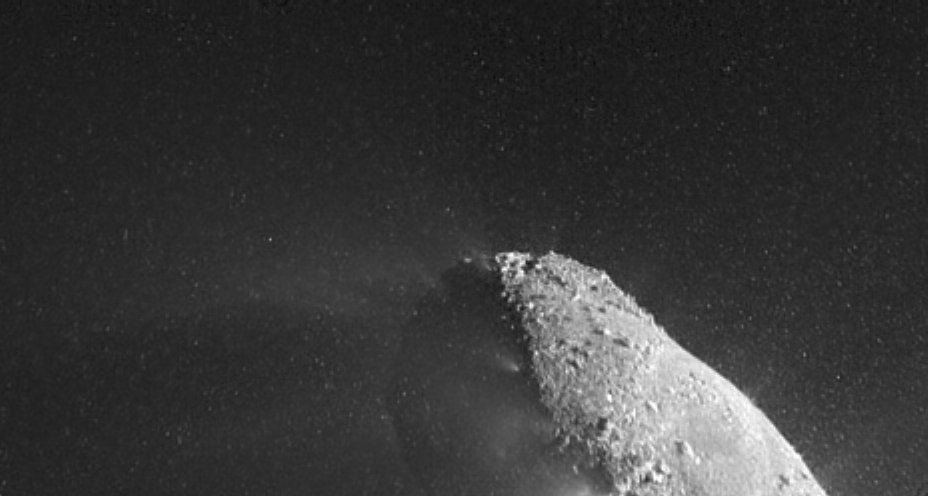
Immagine ravvicinata del nucleo della cometa.

La cometa Hartley 2 è stata sorvolata il 4 novembre 2010 dalla sonda Deep Impact nell'ambito della missione EPOXI della NASA. Nel momento del massimo avvicinamento, la sonda si è trovata a circa 700 km dalla cometa.
La cometa era in piena attività, essendo transitata per il perielio pochi giorni prima e le immagini mostrano luminosi getti di anidride carbonica e particelle di ghiaccio in sospensione che fuoriescono dal nucleo cometario. Le prime analisi dei dati raccolti indicano che parti diverse del nucleo bilobato manifestano un comportamento differente: la zona di congiunzione centrale rilascia nello spazio prevalentemente vapore acqueo, mentre dall'estremità più attiva fuoriuscono anche grandi quantità di anidride carbonica. Anche visivamente, è possibile distinguere le due estremità del nucleo, caratterizzate da un terreno pietroso, dalla zona di congiunzione, caratterizzata invece da un terreno a grana fine che appare liscio nelle immagini.
Un altro aspetto particolarmente interessante, che ha portato M. A'Hearn a parlare di una nuova classe di comete, è che, a differenza di quanto osservato per la Cometa Tempel 1, l'acqua presente nella chioma non sembra derivare principalmente dalla sublimazione di strati sottosuperficiali, ma da quella dei grani di ghiaccio sollevati dai getti di anidride carbonica. I grani più grandi raggiungono anche dimensioni comprese tra quelle di una palla da golf e quelle di un pallone da basket. Il loro moto non è radiale, ma soggetti alla pressione della radiazione solare, si spostano verso la coda della cometa. Ciò fa intuire che non contengono una grande massa.

## Orbita

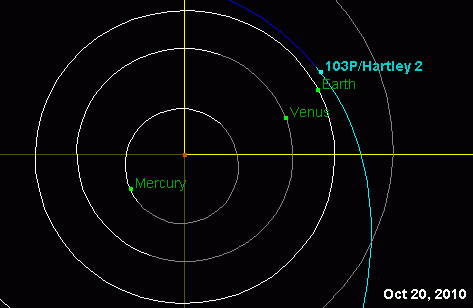
Schema dell'avvicinamento alla Terra del 20 ottobre 2010 quando la cometa disterà 0,1209 UA dal nostro pianeta.

La Cometa Hartley 2 percorre un'orbita eccentrica, inclinata di circa 13,6° rispetto al piano dell'eclittica. L'afelio, esterno all'orbita di Giove, è a 5,87 UA dal Sole; il perielio, prossimo all'orbita della Terra, è a 1,05 UA dal Sole. La cometa completa un'orbita in circa 6 anni e mezzo.
I nodi ascendente e discendente dell'orbita sono prossimi rispettivamente alle orbite di Giove e della Terra. La cometa va pertanto incontro a ripetuti incontri ravvicinati con i due pianeti. Soprattutto quelli con Giove possono determinare notevoli alterazioni dell'orbita.
Rispetto a quella posseduta dalla cometa ad inizio Novecento, l'orbita ha subito notevoli variazioni: la distanza perielica prossima alle 2 UA nel 1903, è diminuita fino a 0,90 UA negli anni settanta in seguito a due incontri particolarmente stretti con Giove (0,2246 UA nel 1947 e 0,0851 UA nel 1971); gli stessi hanno determinato un incremento dell'eccentricità dell'orbita e una diminuzione del periodo orbitale (da circa 9 anni nel 1903 ai circa 6 degli anni settanta). Gli incontri successivi e quelli previsti per il prossimo secolo, invece, perlopiù si autobilanceranno e manterranno condizioni simili a quelle attuali.
Il massimo avvicinamento alla Terra è stato raggiunto il 20 ottobre 2010, quando la cometa è transitata a sole 0,1209 UA (circa 18 milioni di km - 47 volte la distanza Terra-Luna). Ciò ha contribuito a rendere particolarmente spettacolare l'apparizione del 2010.

### Sciame meteorico
Il fatto che l'orbita della cometa sfiori quella della Terra ha indotto alcuni ricercatori, tra i quali Peter Jenniskens dell'Ames Research Center della NASA, ad ipotizzare che la cometa potrebbe originare uno sciame meteorico.
Secondo Jenniskens questo sciame meteorico dovrebbe essere visibile in un periodo centrato sul 3 novembre ed avere il suo radiante posizionato nei pressi della stella β Cygni; finora però lo sciame non è stato osservato.

## Bibliografia

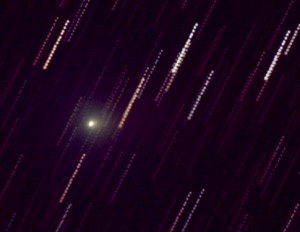
La cometa il 6 ottobre 2010.